# 汉中天坑群
汉中天坑群是位于中国陕西汉中地区发现的喀斯特溶岩地陷。也被称为陕西天坑群（Shaanxi tiankeng cluster）。该天坑群的发现于2016年正式公布，由于其规模，也引起了媒体的广泛关注。该天坑群不仅是全球最大规模的天坑群落，也是首次在北纬32~33°范围内被发现的纬度最高的天坑群。

## 分布状况

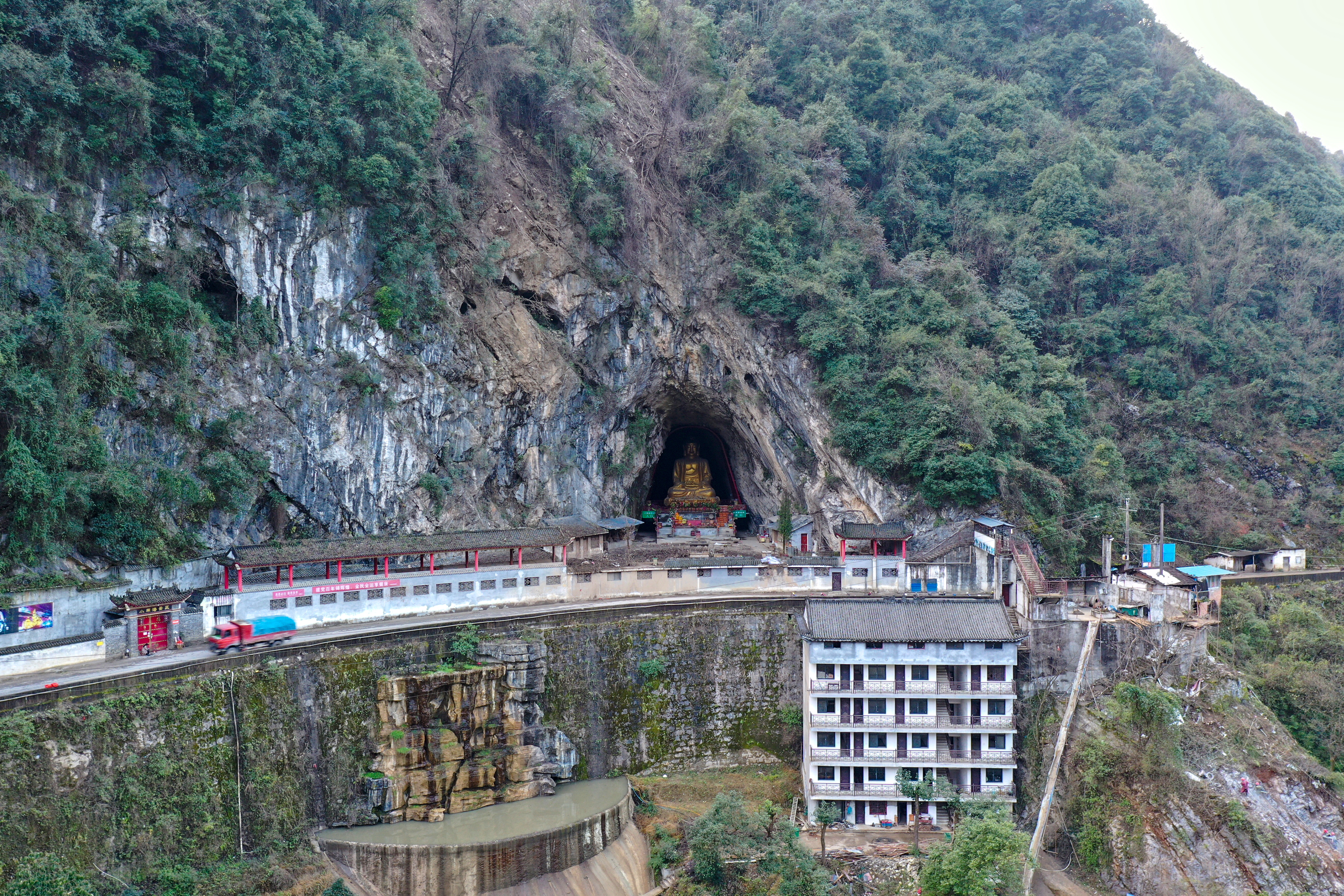
小南海大佛洞，一处天然溶洞，属于汉中天坑群自然群落的一部分，在天坑群被发现之前，已经成为一处人文景区

秦岭造山带与扬子地块结合部位，有4个天坑群（小南海地质遗址、骆家坝地质遗迹、禅家岩地质遗迹、三元地质遗迹）共计54个天坑，2016年最初发现时天坑49处(超级1个、大型17个、常规31个)，直径50-100米的漏斗50余处，洞穴50余处，其它如峰丛、洼地、石林、地缝、峡谷、湖泊、石芽等岩溶地貌景观60余处。
这些景观主要分布在宁强县禅家岩镇、南郑县小南海镇、西乡县骆家坝镇、镇巴县三元镇四个区域。镇巴县三元镇和南郑县小南海镇集中区天坑最为密集，岩溶地貌景观形态最为完整，分布有单体规模最大的镇巴圈子崖天坑、形态最典型的镇巴天悬天坑、坑底有原始森林的南郑伯牛大型天坑。

## 坑洞列表
| 坑洞名     | 所属行政区 | 所属次级天坑群 | 坐标 | 是否有暗河 | 坑口尺寸 | 图片 |
| ---------- | ---------- | -------------- | ---- | ---------- | -------- | ---- |
| 伯牛坑     | 南郑县     | 小南海天坑群   |      |            |          |      |
| 圈子崖天坑 | 镇巴县     | 三元天坑群     |      |            |          |      |
| 地洞河天坑 | 宁强县     | 禅家岩天坑群   |      |            |          |      |

## 保护与旅游开发
2017年3月30日，汉中市政府颁布《汉中市天坑群地质遗迹保护管理暂行办法》，明确了天坑所在区域禁止或限制未经允许的施工开发项目。